# Oreocnide trinervis
Oreocnide trinervis är en nässelväxtart som först beskrevs av Hugh Algernon Weddell, och fick sitt nu gällande namn av Friedrich Anton Wilhelm Miquel. Oreocnide trinervis ingår i släktet Oreocnide och familjen nässelväxter. Inga underarter finns listade i Catalogue of Life.